# シーモンスター
『シーモンスター』（Sea Monsters: A Prehistoric Adventure）は、ナショナルジオグラフィック協会製作による映画作品。アメリカでの映画公開は2007年10月5日。デジタル3-Dシネマとして製作され、上映時に特殊な眼鏡をかけて見ることで、3次元映像を楽しむことが出来る。

## あらすじ
北アメリカ内陸部のある街で、首長竜の化石が発見される。それは、白亜紀後期に生きていた、ドリコリンコプスの化石だった。この化石から、ある一つのドラマが展開されていく。

## スタッフ
- 監督：ショーン・フィリップス
- 脚本：モース・リチャーズ
- 音楽：ピーター・ガブリエル

## 登場する古代生物
- ドリコリンコプス
- スクアリコラックス
- クレトキシリナ
- ティロサウルス
- スティクソサウルス
- プラテカルプス
- ギリクス
- アンモナイト
- シファクティヌス
- ヘスペロルニス
- プロトステガ
- クロノサウルス
- プテラノドン